# Carwash chorale
Carwash chorale er en dansk dokumentarfilm fra 1991, der er instrueret af Henrik Ruben Genz.

## Handling
Carwash er en version af kærlighedens ritualer - et dansk bud på bilvasken som en non-verbal videomontage om bilistens bizarre omsorg for sit køretøj, som den kan komme til udtryk i servicestationernes hellige haller.